# Armagh (Québec)
Pour les articles homonymes, voir Armagh (homonymie).
Armagh est une municipalité dans la municipalité régionale de comté de Bellechasse, située dans la région administrative de Chaudière-Appalaches, au Québec, au Canada. On y retrouve le Parc régional des chutes de la Rivière Armagh.

## Toponymie
L'origine d'Armagh, nom du canton créé en 1799, dans lequel le territoire municipal se situe, fait référence au Comté d'Armagh, un comté de l'Ulster en Irlande du Nord.

## Histoire

### Chronologie
- 1er janvier 1861 : Érection du township d'Armagh.
- 30 décembre 1890 : Le township d'Armagh devient la paroisse de Saint-Cajetan d'Armagh.
- 1er janvier 1950 : Érection du village d'Armagh.
- 15 mars 1969 : La paroisse de Saint-Cajetan d'Armagh devient la paroisse de Saint-Cajetan-d'Armagh.
- 29 décembre 1993 : Fusion de la paroisse de Saint-Cajetan-d'Armagh et du village d'Armagh pour l'érection de la municipalité d'Armagh.

## Géographie
La rivière de la Fourche conflue avec la rivière du Sud au sud-est du village.

## Municipalités limitrophes
Le village d'Armagh a comme voisin, au nord-ouest, le village de St-Raphaël et au sud-est, St-Philémon. À l'est, se trouvent les villages de St-Paul-de-Montminy (autrefois St-Paul-du-Button), Ste-Euphémie et Notre-Dame-du-Rosaire (comté de Montmagny). Au sud, se trouvent les villages de Buckland et St-Damien.
Le territoire municipal d'Armagh est le plus étendu de la MRC de Bellechasse.

## Démographie
| 1991  | 1996  | 2001  | 2006  | 2011  | 2016  | 2021  |
| ----- | ----- | ----- | ----- | ----- | ----- | ----- |
| 1 654 | 1 604 | 1 603 | 1 613 | 1 491 | 1 488 | 1 439 |

## Administration
Les élections municipales se font en bloc pour le maire et les six conseillers.
| Armagh Maires depuis 2001                                                                                            |                     |         |          |
| Élection | Maire               | Qualité | Résultat |
| 2001 | Romain Corriveau    |         | Voir     |
| 2005 | Guylain Chamberland |         | Voir     |
| 2009 | Guylain Chamberland | Voir    |          |
| 2013 | Oneil Lemieux       |         | Voir     |
| 2017 | Sarto Roy           |         | Voir     |
| 2021 | Suzie Bernier       |         | Voir     |
| Élection partielle en italique Depuis 2005, les élections sont simultanées dans toutes les municipalités québécoises |                     |         |          |